# Ernst Kuntscher

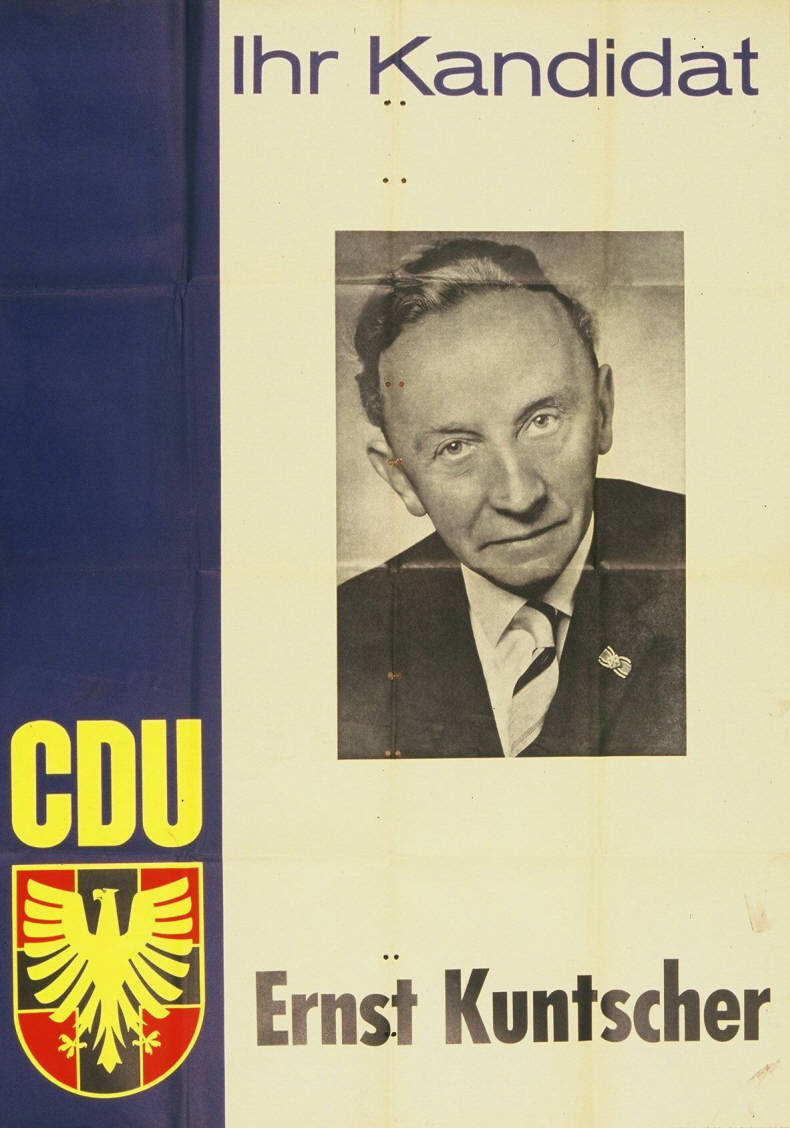
Ernst Kuntscher auf einem Wahlplakat zur Bundestagswahl 1961

Ernst Kuntscher (* 7. Januar 1899 in Bautsch, Mähren; † 10. Oktober 1971 in Stade) war ein deutscher Politiker der CDU.

## Leben
Nach dem Besuch der Volksschule absolvierte Kuntscher, der römisch-katholischen Glaubens war, eine Schlosserlehre, die durch den Ersten Weltkrieg zeitweilig unterbrochen wurde. In der Tschechoslowakei gehörte Kuntscher seit 1919 der Deutschen Christlich-Sozialen Volkspartei an. Bis 1922 arbeitete er zunächst als Schlosser. Da er den Beruf wegen Spätfolgen von Kriegsverletzungen nur noch eingeschränkt ausüben konnte, ließ er ab 1922 sich zum Bankkaufmann umschulen und arbeitete für die Volksbank in Bautsch, deren Leitender Beamter und Vorstandsmitglied er 1936 wurde. Außerdem war er Geschäftsführer einer christlichen Konsumgenossenschaft. Er engagierte sich auch in der christlichen Gewerkschaftsbewegung im Sudetenland.
Von 1927 an war Kuntscher Stadtrat in Bautsch, wo er Fraktionsvorsitzender der Deutschen Christlich-Sozialen Volkspartei war. Nach der Annexion des Sudetenlandes 1938 wurde er des Amtes enthoben. Am 1. März 1939 beantragte er die Aufnahme in die NSDAP und wurde rückwirkend zum 1. Dezember 1938 aufgenommen (Mitgliedsnummer 6.595.129).
1943 bis 1945 war Kuntscher in der Wehrmacht und anschließend in englischer Kriegsgefangenschaft.
Kuntscher kam 1945 als Heimatvertriebener nach Niedersachsen und arbeitete in der Stadtverwaltung von Stade. 1945 beteiligte er sich an der Gründung der CDU. Er war Landtagsabgeordneter in Niedersachsen und gehörte auch dem Kreistag im Landkreis Stade an. Von 1948 an war Ernst Kuntscher stellvertretender Landrat des Kreises.
Kuntscher gehörte dem Deutschen Bundestag seit dessen erster Wahl 1949 bis 1969 an. Er gelangte stets über die niedersächsische Landesliste seiner Partei ins Parlament. Vom 9. Juli 1954 bis 1961 war er Vorsitzender des Bundestagsausschusses für Heimatvertriebene, von 1961 bis 1965 des Bundestagsausschusses für den Lastenausgleich.